# University of Guyana
University of Guyana är ett universitet i Guyana.   Det ligger i regionen Demerara-Mahaica, i den norra delen av landet, 4 km öster om huvudstaden Georgetown.